# Fight the Frequency
Fight the Frequency è il quarto album in studio della pop punk band American Hi-Fi ed è stato pubblicato il 17 agosto 2010.

## Tracce
1. Fight the Frequency – 3:57
2. This Is a Low – 3:57
3. Where Love is a Lie – 3:51
4. Acetate – 3:32
5. Lost – 4:03
6. Keep It Like a Secret – 3:09
7. Frat Clump – 2:13
8. Lookout for Hope – 3:18
9. A Taste for Crime – 3:09
10. Stargazer – 3:42
11. Bullet – 3:55
12. Tiny Spark – 5:11

Bonus track edizione deluxe
1. Recover the Stars – 4:18